# 南九州コカ・コーラボトリング
南九州コカ・コーラボトリング株式会社（みなみきゅうしゅうコカ・コーラボトリング、英: Minamikyushu Coca-Cola Bottling Co., Ltd.）はかつて存在した九州中・南部（熊本県、大分県、宮崎県、鹿児島県）を担当していたコカ・コーラのボトラーである。
法人としては現在のコカ・コーラボトラーズジャパンホールディングス、事業体としては現在のコカ・コーラボトラーズジャパン（2代目）に当たる。

## 概要
本社は熊本県熊本市南区にあった。
福岡県、佐賀県、長崎県などを受け持っていたコカ・コーラウエストと資本提携していたが、2012年11月にコカ・コーラウエストが南九州CCBCを完全子会社化することの検討に入り2013年4月1日をもって同社の完全子会社となった。2014年1月1日、コカ・コーラウエストに吸収合併。沖縄県は沖縄コカ・コーラボトリングが担当する。

## 沿革
- 1962年（昭和37年） - 南九州飲料株式会社として設立。本社は熊本市米屋町一丁目28番地。
- 1963年（昭和38年） - 商号を南九州コカ・コーラボトリング株式会社に変更。熊本市南高江1872番地に本社を移転、熊本工場を新設。
- 1965年（昭和40年） - コカ・コーラホームサイズ発売。熊本工場で自社生産開始。
- 1966年（昭和41年） - 熊本工場の製造ラインを高速機に入れ替え。旧ラインは鹿児島工場に移設。
- 1967年（昭和42年） - 鹿児島工場新設。
- 1968年（昭和43年） - 鹿児島工場に2号びんライン増設。
- 1969年（昭和44年） - 大分工場新設。
- 1971年（昭和46年） - 熊本工場に2号びんライン増設。
- 1972年（昭和47年） - 宮崎工場新設。
- 1975年（昭和50年） - 宮崎工場缶ライン設置に伴う増築。
- 1976年（昭和51年） - 鹿児島工場にリットルサイズライン増設。
- 1977年（昭和52年） - 熊本工場1号びんラインをリットルサイズ製造可能に改造、生産開始。
- 1979年（昭和54年） - 大分工場に缶ライン増設。
- 1980年（昭和55年） - 宮崎工場びんラインをリットルサイズ製造可能に改造、生産開始。
- 1980年（昭和55年） - 宮崎工場びんラインで全国初となるHI-Cサンフィルレギュラーサイズの生産開始。
- 1981年（昭和56年） - HI-Cファイブアライブ255g缶及びリットルサイズ発売。
- 1982年（昭和57年） - 大分工場でリアルゴールド生産開始。
- 1982年（昭和57年） - 宮崎工場にジョージアコーヒー缶ライン設置、生産開始。
- 1984年（昭和59年） - 鹿児島、大分両工場でスーパー300ワンウェイびん生産開始。
- 1984年（昭和59年） - 熊本工場1号びんラインをPETボトル製品製造可能に改造、生産開始。
- 1985年（昭和60年） - 宮崎工場ジョージアコーヒー缶ライン増設。当時の世界最高水準の生産能力に。
- 1987年（昭和62年） - 本社裏に新熊本工場建設。コーヒー・茶缶製品ライン稼働、生産開始。
- 1988年（昭和63年） - 大分工場で350ml缶製品の生産開始。
- 1990年（平成2年）  - 熊本工場びん製品ラインを新工場に移設。旧工場閉鎖。
- 1990年（平成2年）9月 - 同社100%出資の関連企業として、高畠ワイン株式会社（山形県高畠町）を設立、同時に高畠ワイナリーも設立。
- 1991年（平成3年）  - 鹿児島工場での生産を全面停止。PETボトル成形専用の鹿児島成形工場に転換。
- 1993年（平成5年）  - 本社新社屋を現在地に新設。
- 2000年（平成12年） - 熊本工場から設備を移設し、宮崎工場に茶缶製品製造ラインを設置。
- 2000年（平成12年） - ISO9002認証取得。
- 2001年（平成13年） - 鹿児島物流センター新設。ISO14001・ISO9001認証取得。
- 2003年（平成15年） - 大分物流センター新設
- 2004年（平成16年） - 白州ヘルス飲料株式会社に製造等の業務委託（熊本工場・宮崎工場・大分工場）。
- 2006年（平成18年） - えびの工場（グリーンパークえびの）工場見学者施設竣工。宮崎工場及び大分工場を閉鎖。会社分割により株式会社MCAホールディングスを設立し、連結子会社12社・関連会社1社を承継。
- 2007年（平成19年） - コカ・コーラウエストホールディングス（現・コカ・コーラウエスト）と資本・業務提携。発行済み株式の約20%を取得、同社の持分法適用会社となる。
- 2009年（平成21年） - 南九州コカ・コーラプロダクツ設立。白州ヘルス飲料に委託していた飲料製造業を移管。
- 2013年（平成25年） - 株式交換によりコカ・コーラウエストの完全子会社となる。
- 2014年（平成26年） - コカ・コーラウエストに吸収合併。

## 工場

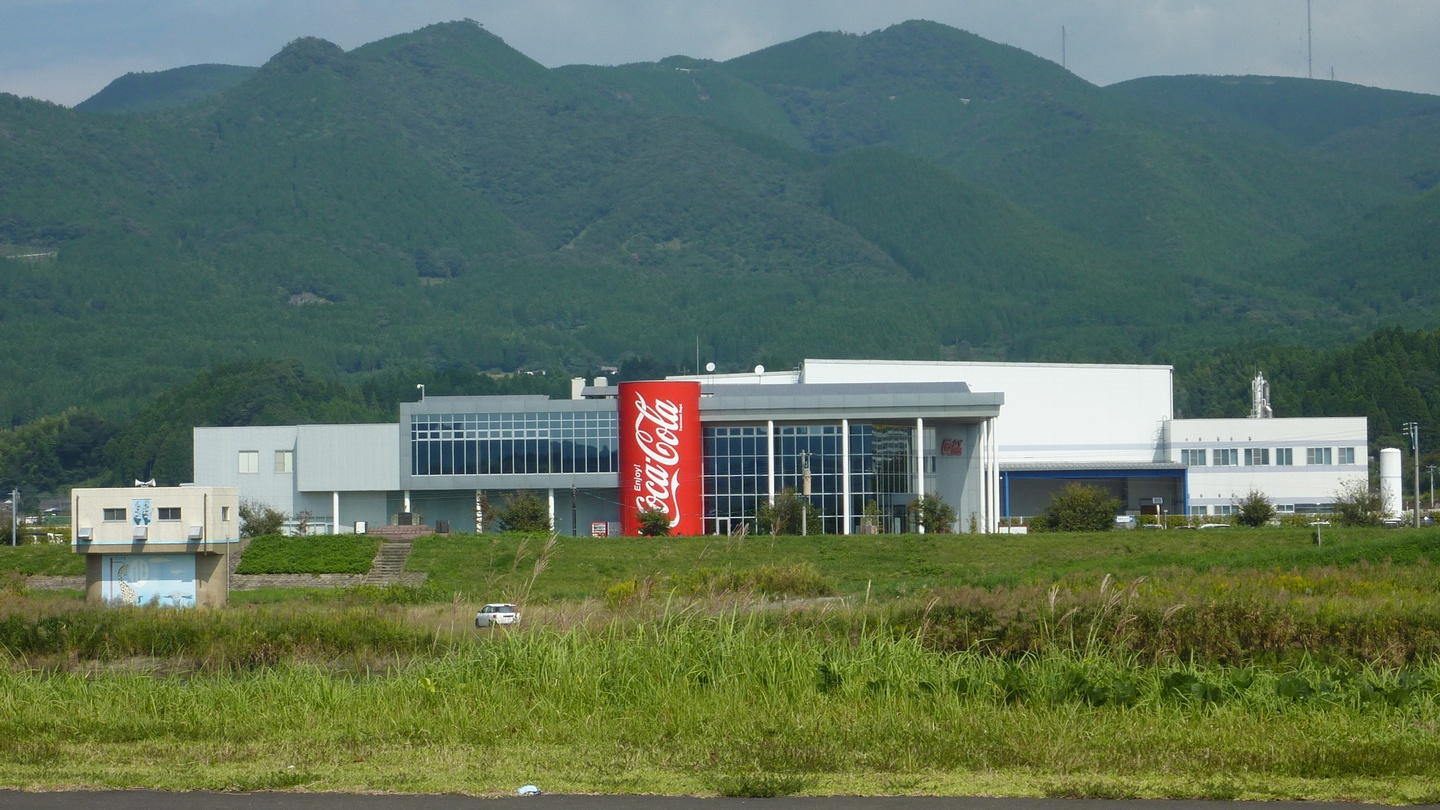
えびの工場

2004年から2010年までは関連会社「白州ヘルス飲料」が運営していた。2010年に「南九州コカ・コーラプロダクツ」を設立し移管。コカ・コーラウエストへの統合後は「コカ・コーラウエストプロダクツ」に吸収合併された。
- 熊本工場（無表記→KU→MKU→WKU→WU→Q）：熊本県熊本市

2009年（平成21年）現在は2つのPET製品製造ラインを持つPET専用工場。現在の工場は1987年（昭和62年）に旧本社工場の裏に建設されたものである。過去にはガラスびん製品や、コーヒー及び茶飲料の缶製品も生産していた。
- えびの工場（HEB→WEB→WE→E）：宮崎県えびの市

缶ライン（炭酸・非炭酸、レトルト）、小型PETライン（無菌充填）、2012年に新設されたアセプティックマルチPETラインの計3つの製造ラインを持つ。廃止した大分・宮崎両工場を引き継ぐ新たな生産拠点として設けられた。製造能力の高さに加え、工場見学者受け入れを大きく考慮した設計となっている。

### かつて存在した工場
- 鹿児島工場（K）
びん製品（リターナブル及びワンウェイ）の製造を行っていた。飲料工場としての機能は1991年（平成3年）に停止したが、PETボトル成型工場として新たに操業を開始しコスト削減に大きく貢献した。
- 白州ヘルス飲料宮崎工場（M→MM→MMI）（宮崎県宮崎郡清武町） （現・宮崎県宮崎市清武町）
1975年（昭和50年）に工場棟を増築し、びん製品とともに缶製品の生産拠点となる。1982年（昭和57年）にジョージア生産ラインを整備、このラインは1985年（昭和60年）に当時世界最高レベルの生産スピードを誇る缶コーヒーラインに改造された。1990年代半ばにびん製品の製造を大分工場に集約し、晩年はコーヒー及び茶飲料の缶製品を生産していた。跡地には商業施設「クロスモール清武」が開業。
- 白州ヘルス飲料大分工場（O→MOH）（大分県大分市）
晩年はびん製品、炭酸飲料等の缶製品を生産していた。当工場の廃止に伴い、各種レギュラーサイズやリアルゴールド等のびん製品はコカ･コーラウエスト基山工場からの調達に変更。跡地には大分市役所大南市民センターが開所した。

## 関連会社
- 白州ヘルス飲料 - 白州工場および宮崎・大分・えびの工場を運営していた。白州工場は2014年にコカ・コーライーストジャパンプロダクツ白州工場になっている。[3]
- 南九州コカ・コーラプロダクツ
- 南九州ビバレッジサービス
- コーナン・コーヒー
- 興南カスタマーサービス
- 南九州アイディーシー